# Fehér Rózsa híd
A Fehér Rózsa híd (litvánul: Baltosios rožės tiltas) egy 2013-2016 között épült gyalogos- és kerékpároshíd a Nyeman folyó felett Alytusban, amely az óváros üdülőövezetét köti össze az alytusi dombbal. Az új híd két fontos rekreációs területet köt össze a Nyeman két oldalán. A híd átadása előtt az Antanas Juozapavičius hídon vagy a KK128-as út hídján kellett átmenni.
A híd elején, a Dainų-völgy felőli oldalon található egy 21 m magas szobor, a "Gyűrű". Litvánia legmagasabb gyalogos- és kerékpáros hídja 38,1 m magas az átlagos vízszinttől mérve, 240,53 m hosszú és 6,71 m széles. A szerkezet fémből készült és a két pillérje a vízben van. A kettő közötti maximális távolság, vagyis a legnagyobb támaszköz 92 m. Csak a Lyduvėnai híd magasabb (42 m), de azt elzárták a vonatforgalom elől.
A hidat városnéző túra keretében is meg lehet tekinteni, illetve ki lehet próbálni a hídról a kötélugrást is.

## Története

### A vasúti híd
1897-ben Alytus vasúti összeköttetést kapott Suwałki városával Simnas, Šeštokai és Trakiszki települések érintésével. 1899-ben megnyitották az Alytus-Daugai-Artilerija-Varėna vasútvonalat, amely összeköttetést biztosított Vilnius és Hrodna között. Ezt a szakaszt a Nyeman felett 1899. október 15-én átadott vasúti híd tette lehetővé, amely összekötötte a Varėna és Hrodna felől érkező vasúti vonalakat. A vasúti híd Alytus és az orosz mérnökök büszkesége lett. A vasút ezen szakaszának építését Juozas Kamarauskas mérnök vezette.
A vasúti hídnak három nyílása, és két pillére volt a folyómederben, 240,5 méter hosszú és 33 méter magas volt.
Az első világháború során a visszavonuló orosz csapatok 1915. augusztus 14-én felrobbantották a hidat. Miután a németek elfoglalták Alytust, a vasúti híd újjáépítésével foglalkoztak. Utászaik még abban az évben, 1915-ben három vasúti társasággal, két utászszázaddal, egy munkásszázaddal és mintegy 900 orosz fogollyal megkezdték a híd újjáépítését. Büszkék voltak arra, hogy az újjáépítési munka mindössze 63 napig, szeptember 24-től november 25-ig tartott. 
Egy új, nagyon merész kialakítású hidat építettek ilyen rövid idő alatt. Ez egy 294 méter hosszú fahíd volt (a híd faanyagának egyötöde tölgy volt), és néhány méterrel magasabb volt (35 méter), mint a régi. Nem volt túl erős: nehezebb vonatok nem haladhattak át rajta. A híd átvészelte az 1915-1916-os árvizeket, de félő volt, hogy a jövőben összeomolhat. Csak a híd 1919-es terheléses próbája vezetett a híd megerősítéséhez és a rendszeres forgalom megindításához. 
1924 és 1927 között a vonatok még mindig közlekedtek Kaunasból Alytuson keresztül az artilerijai állomásig. 1927-ben biztonsági okokból úgy döntöttek, hogy lezárják és lebontják a németek által újjáépített hidat. A folyamat nem zajlott szerencsétlenségek nélkül; egy munkás 35 méter magasból a folyóba zuhant, de túlélte.

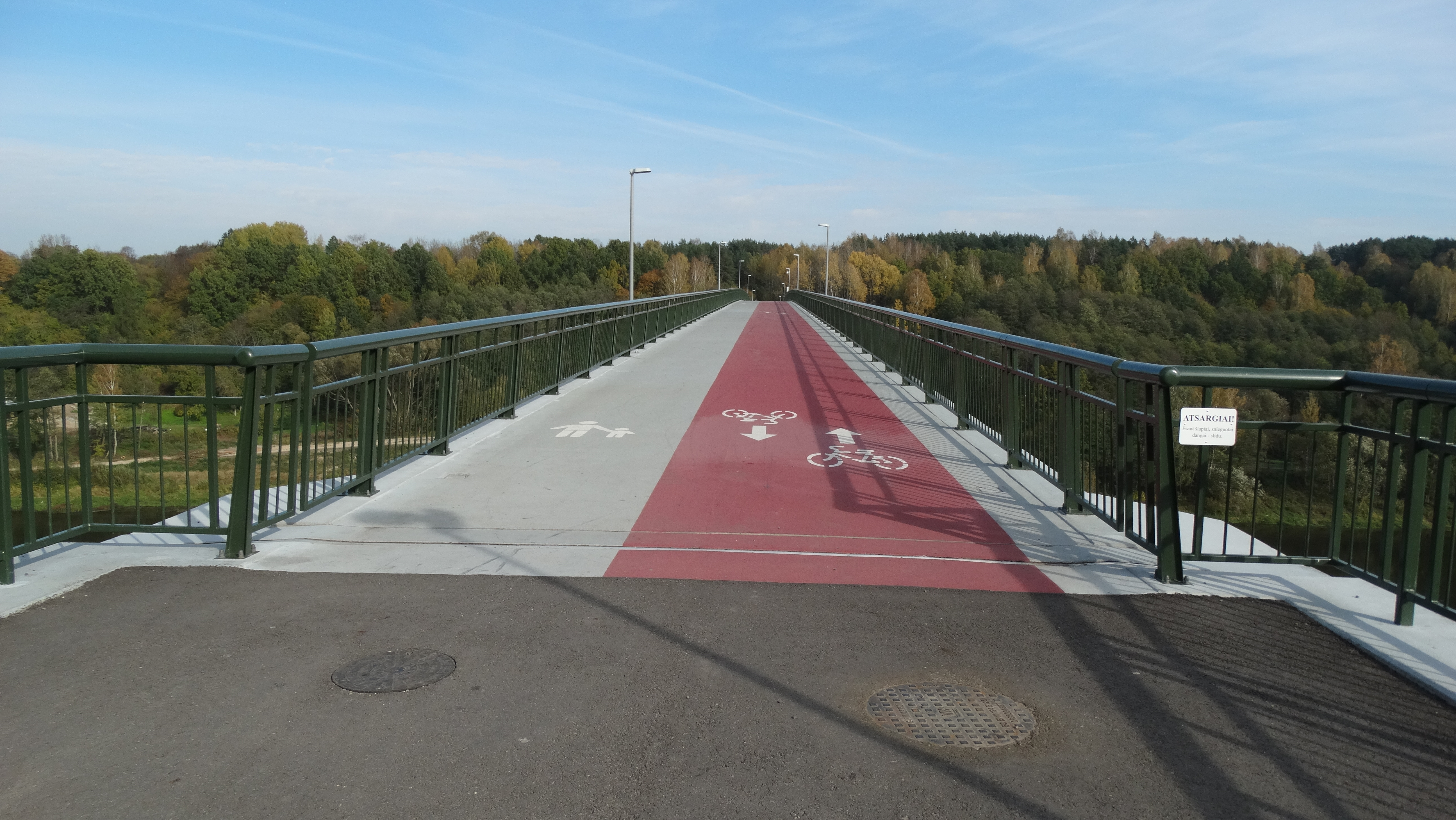
A híd Alytus óvárosa felől, 2016

### Az új híd
A híd a város történelme szempontjából fontos, az örökségi listán szereplő és állami védelem alatt álló régi vasúti híd kőpilléreinek felhasználásával épült. 2012 elején az önkormányzat öt tervváltozat közül választotta ki a leendő gyalogos- és kerékpáros híd tervét. A gyalogos- és kerékpáros híd tervét a nyilvánosság és maguk a tervezők is jóváhagyták, illetve a városi tanácsosok is támogatták. Elkészült egy egyedi kétemeletes függőhíd műszaki terve is, de túl drágának bizonyult.
Egy szavazás után, amelyen minden helyi szavazhatott, úgy döntöttek, hogy a hidat a város jelképéről, a fehér rózsáról nevezik el. Erre a névre 2700 ember szavazott.
A híd 2015-ös megnyitása a megvalósult projektben bekövetkezett eltérések miatt késett, mivel a kulturális örökség területén előre nem látható építmények épültek (Vladimirs Kančiauskas új, 21 méter magas "A gyűrű" nevű, 21 méteres szobra, egy hengeres gránit információs oszlop). A hidat 2016. január 8-án adták át hivatalosan.

## Képgaléria

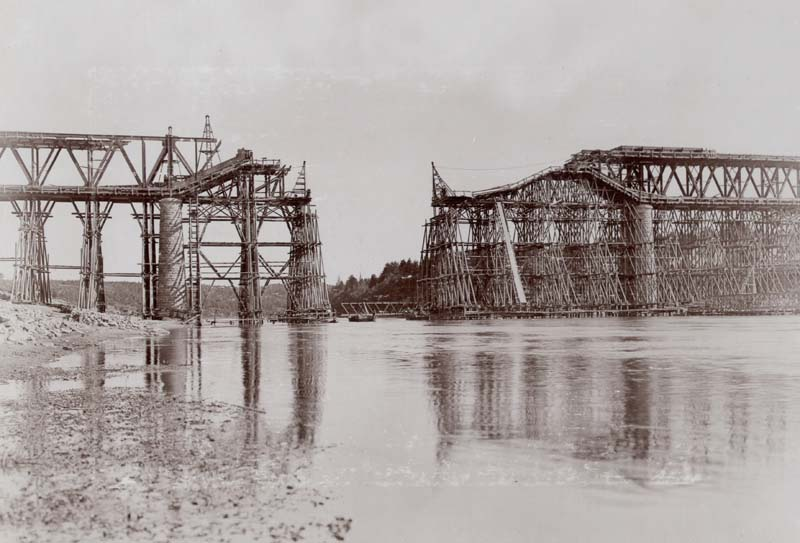
A Nyeman folyón átívelő vasúti híd építési munkálatai Olita közelében.
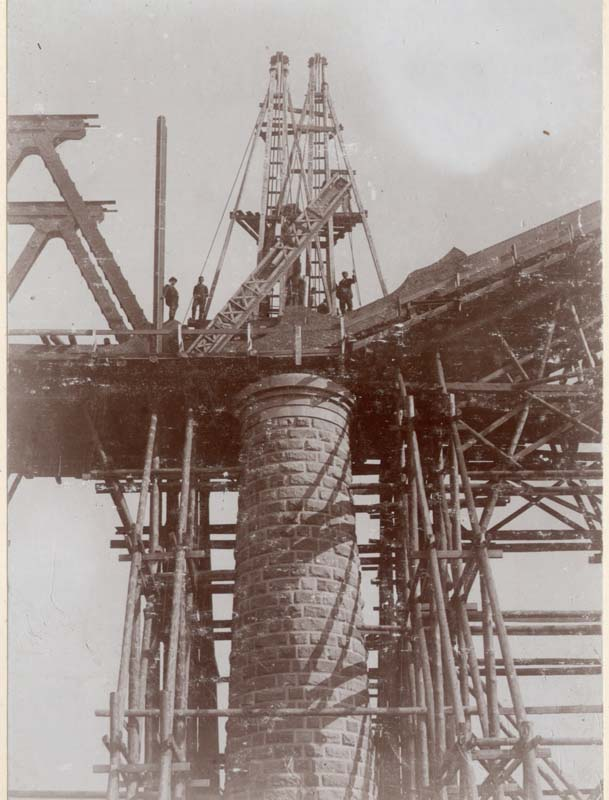
A régi vasúti hidat 1898 és 1899 között építették.
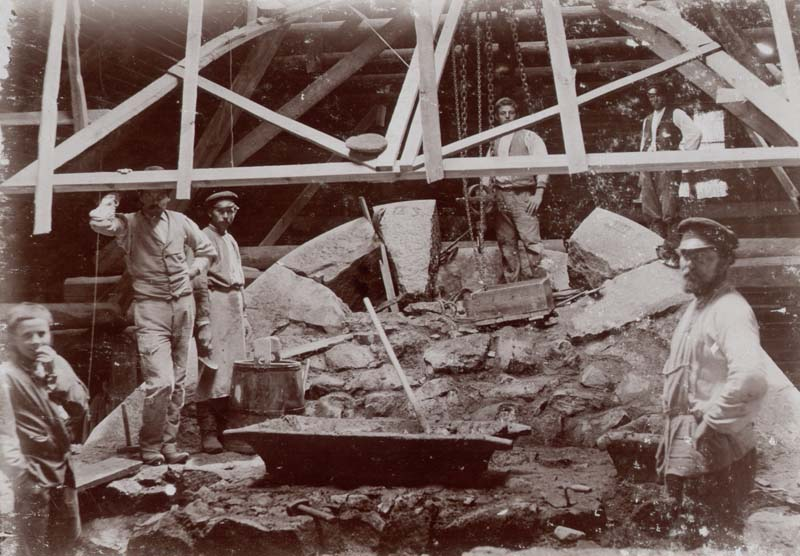
A hidat építő munkások.
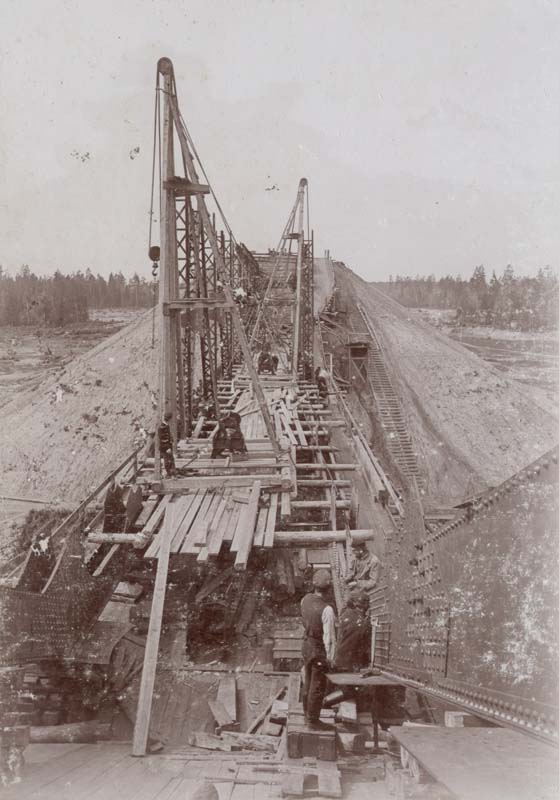
1915-ben az oroszok felrobbantották.
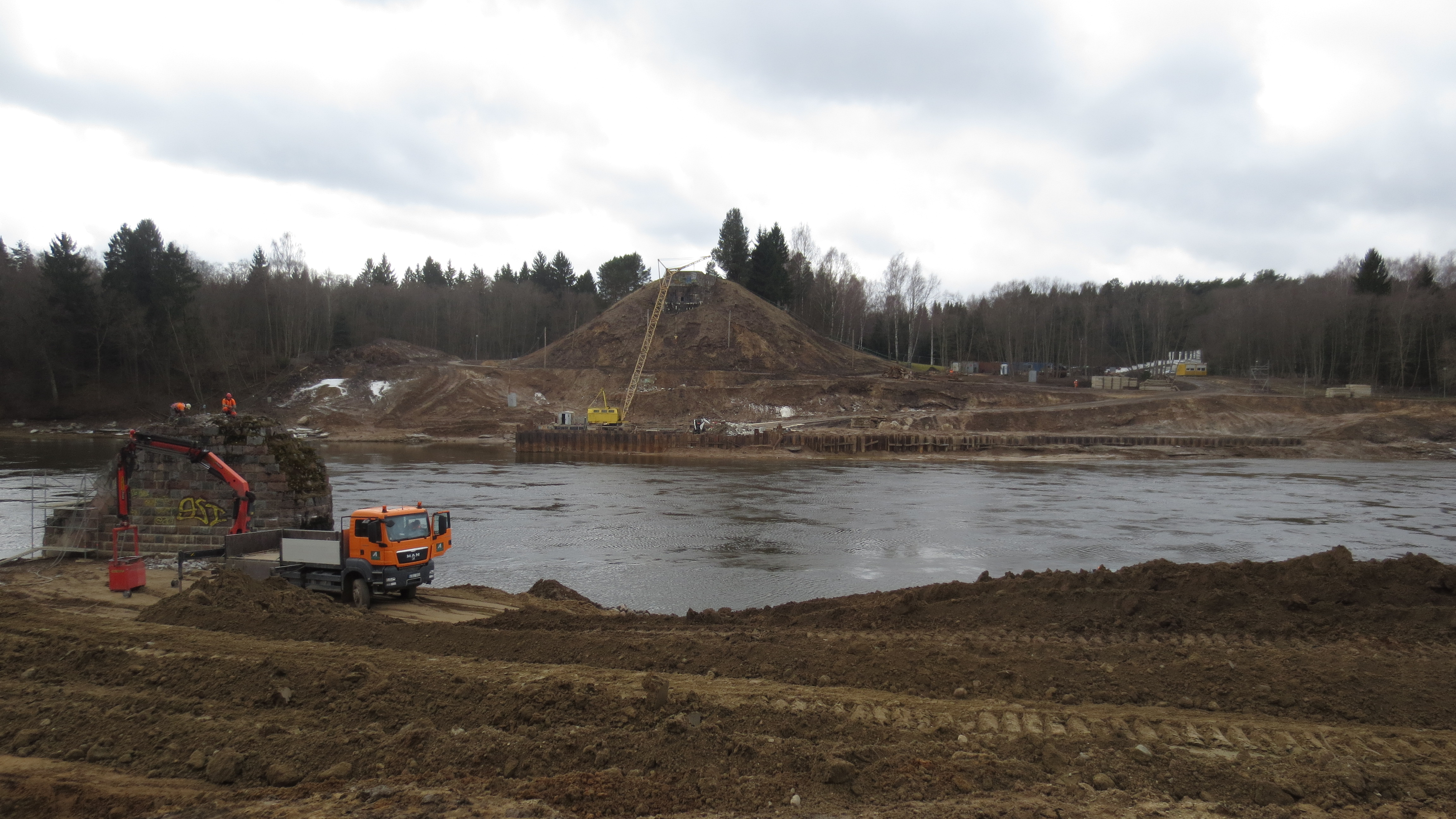
Az új híd építésének előkészítő munkálatai.
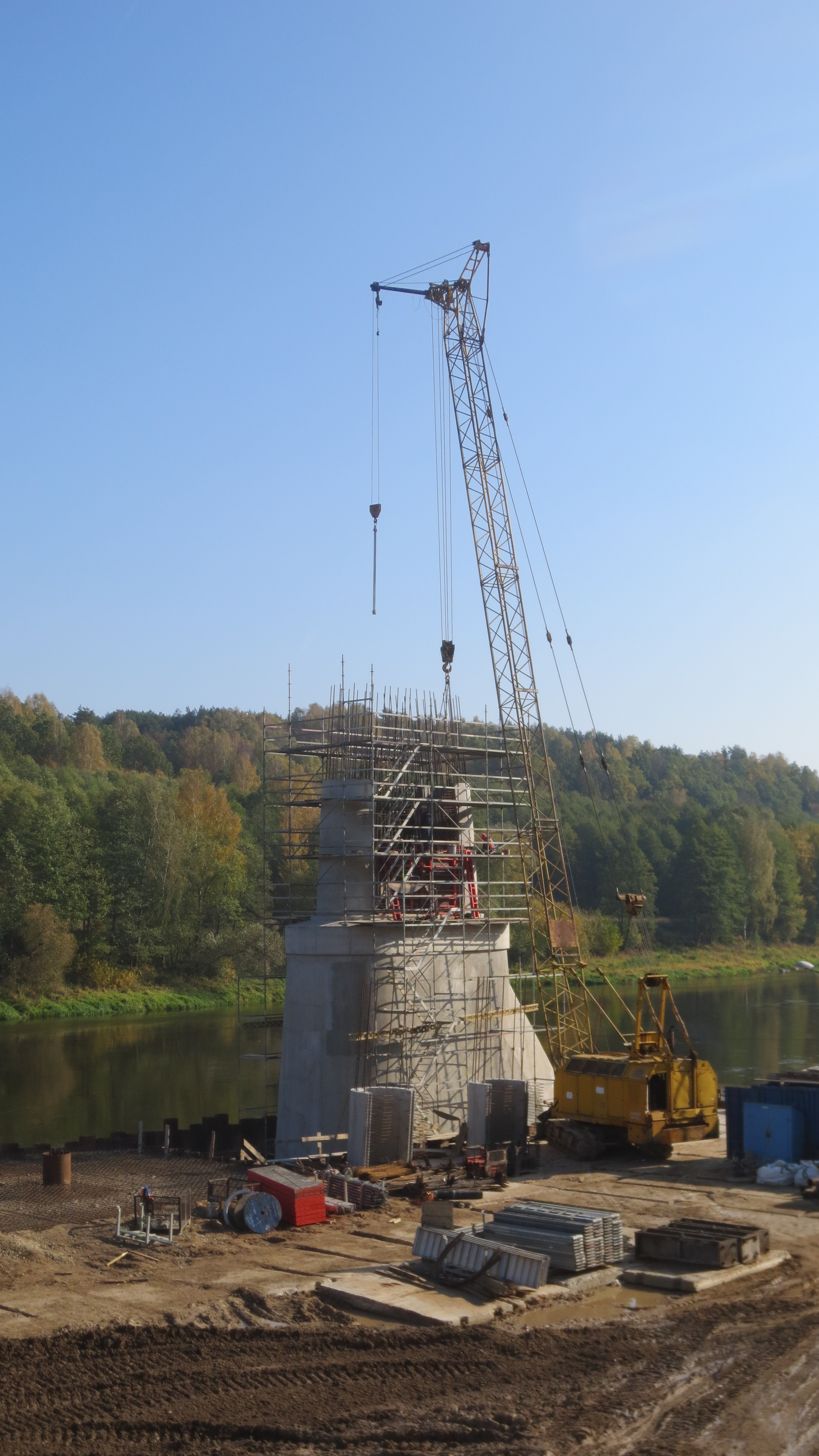
A bal oldali pillér építése.
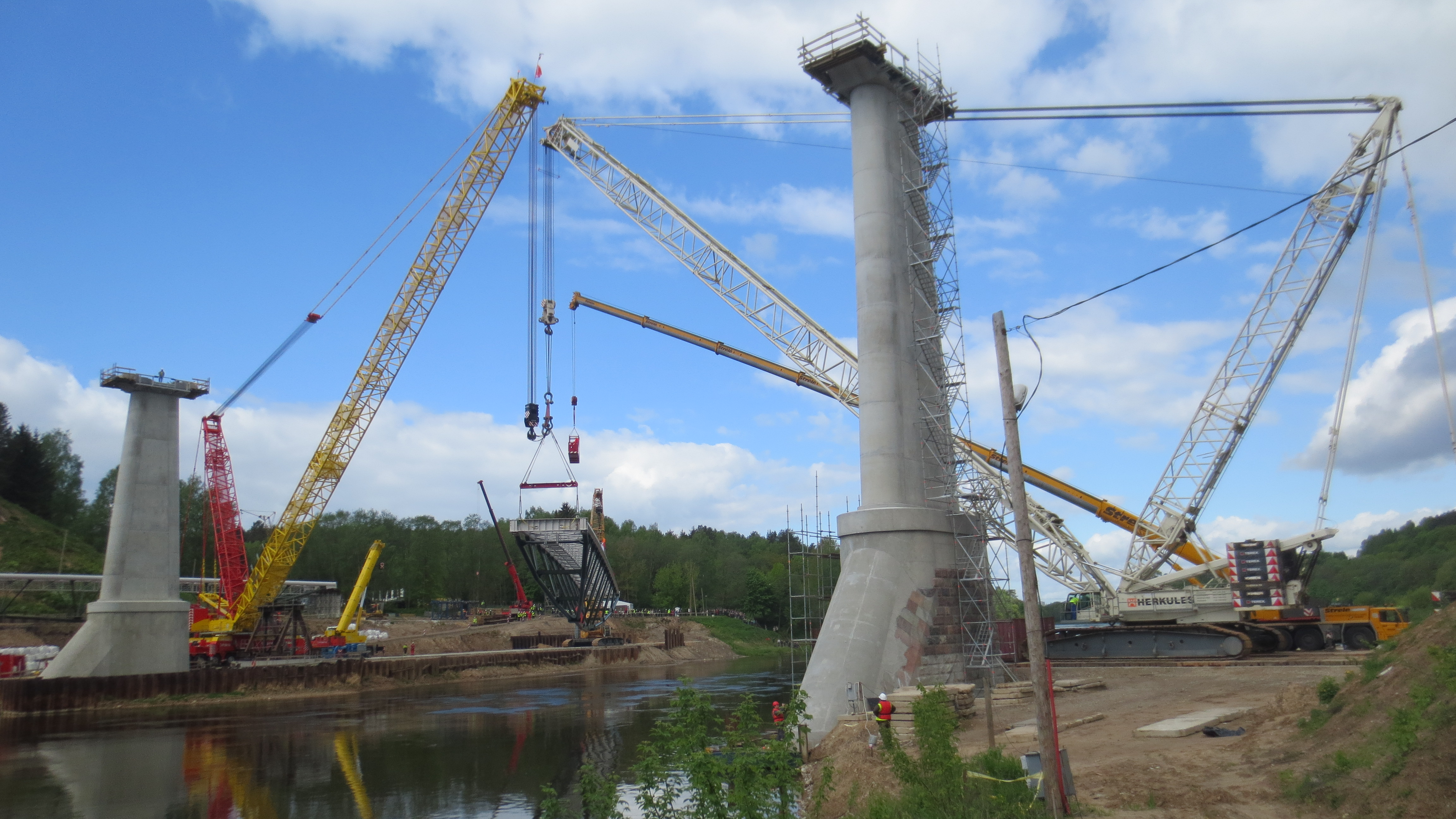
A középső nyílás áthidalószerkezetének felemelése darukkal.
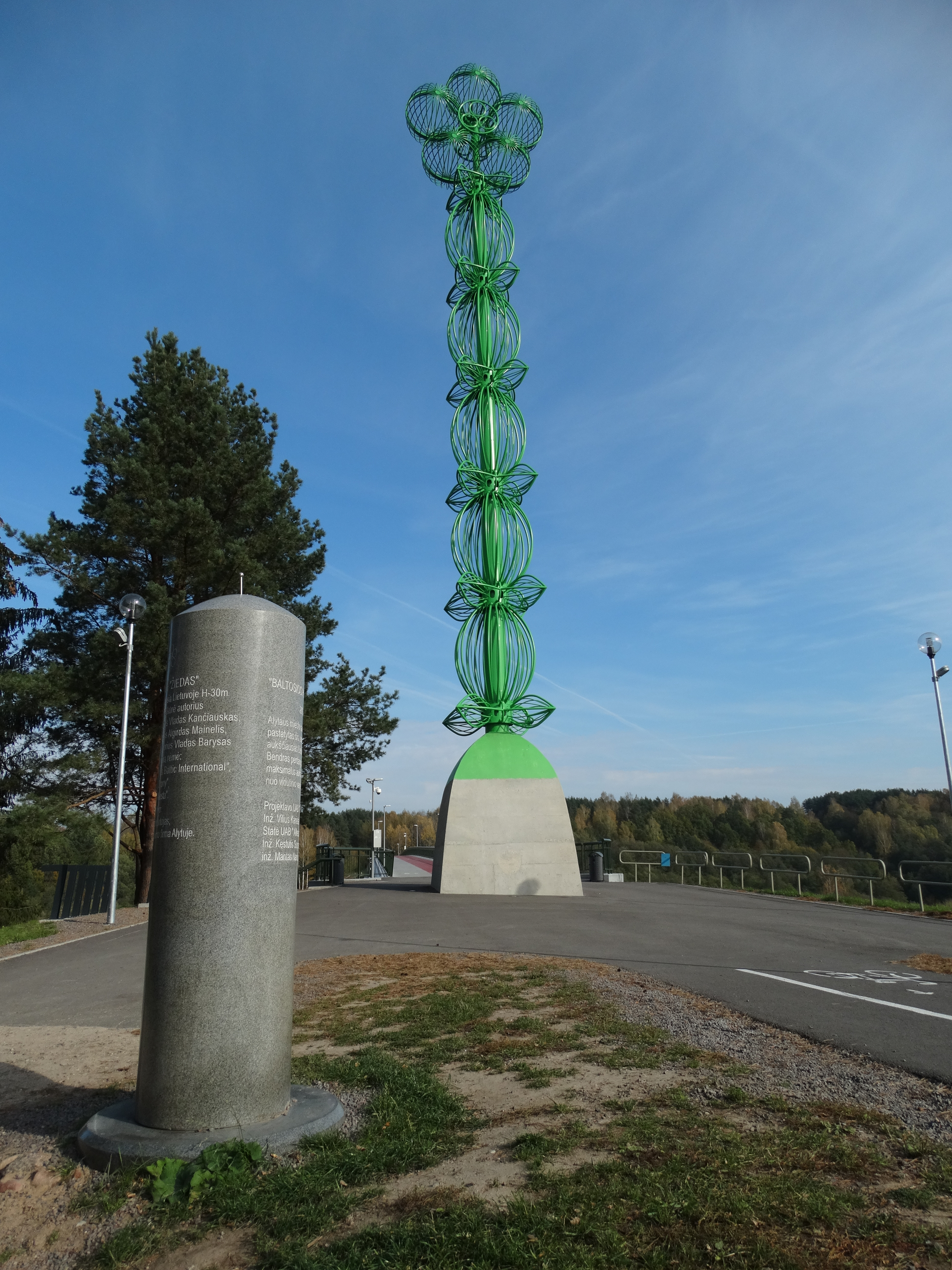
A gránitból készült információs oszlop és mögötte a hidat jelölő "rózsa".

## Fordítás
Ez a szócikk részben vagy egészben  a   Baltosios rožės tiltas című litván Wikipédia-szócikk ezen változatának fordításán alapul.  Az eredeti cikk szerkesztőit annak laptörténete sorolja fel. Ez a jelzés csupán a megfogalmazás eredetét és a szerzői jogokat jelzi, nem szolgál a cikkben szereplő információk forrásmegjelöléseként.

## Lásd még
- Lyduvėnai híd